# Szojuz TM
A Szojuz TM (GRAU-kódja: 11F732) szovjet, majd orosz negyedik generációs űrhajó, a Szojuz űrhajócsalád tagja. 1986–2002 között használták, előbb a Mir, majd a Nemzetközi Űrállomás kiszolgálására.

## Története

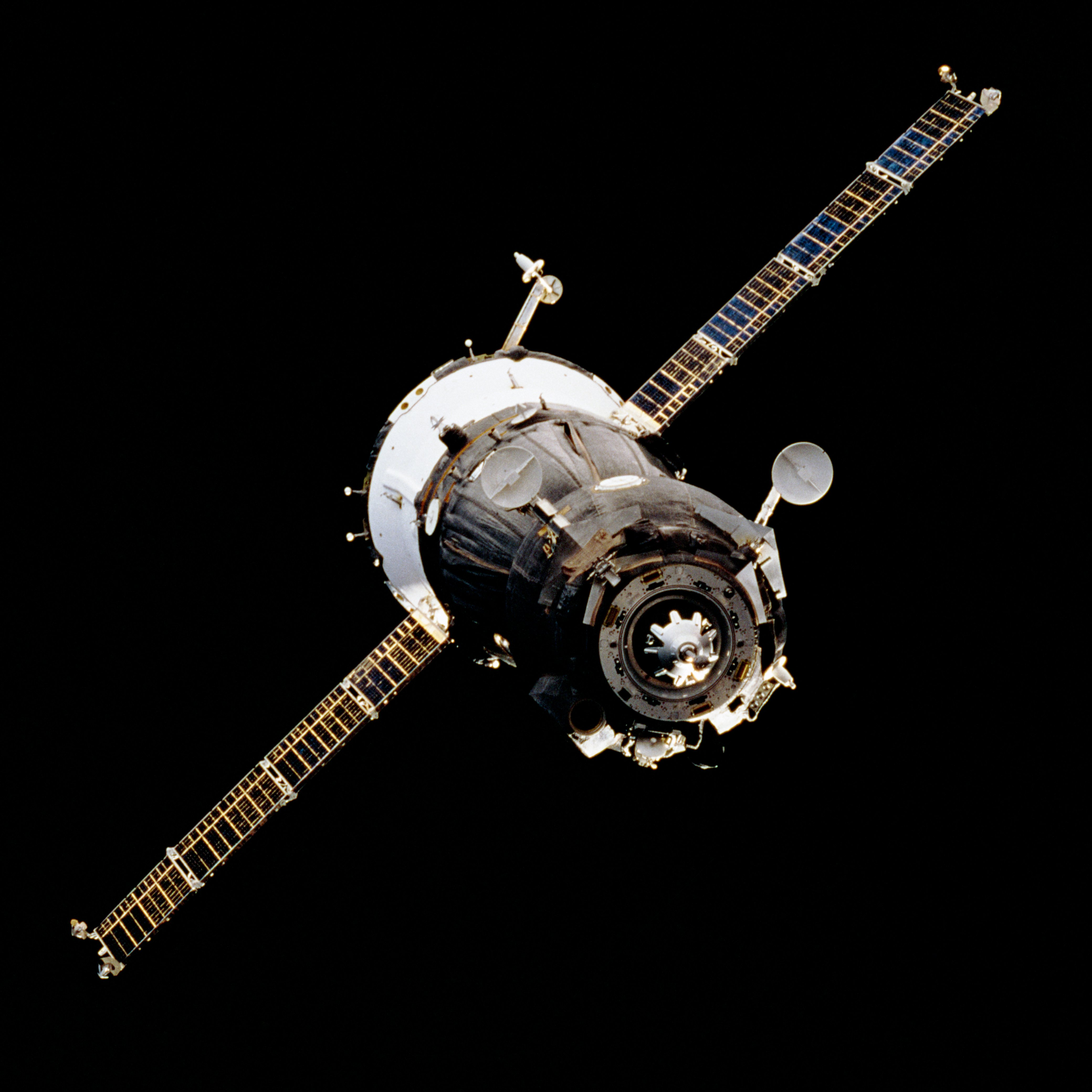
Egy Szojuz TM űrhajó repülés közben

A Mir kiszolgálására tervezett Szojuz T űrhajón alapul, annak modernizált, továbbfejlesztett változata (a típusjelzésben a T a transzportniij, magyarul szállító, az M a mogyificirovannij, magyarul módosított kifejezésekre utal). Tervezését 1981-ben kezdték el az NPO Enyergija vállalatnál. A fejlesztési két fő irányt követett: a fedélzeti rendszerek tökéletesítését, valamint az űrhajó tömegének csökkentését.
A Szojuz T-hez képest új dokkolórendszerrel, rádió- és kommunikációs rendszerrel, új üzemanyagtartályokkal és hajtómű-egységgel, valamint új, 40%-kal könnyebb ejtőernyővel és  fékezőrakétával látták el. Az űrhajóba szerelt új Kursz típusú megközelítő és dokkoló rendszer lehetővé tette, hogy az űrhajó önállóan, az űrállomás tükörmanőverei nélkül csatlakozzon az űrállomáshoz.
1986-ig sikeresen befejezték az új űrhajó földi tesztjeit. Ezután 1986. április 21-én indították az első példányt személyzet nélkül, automatikus üzemmódban. A tesztrepülés során az űrhajó kapcsolódott a Mir űrállomáshoz, majd később visszatért a földre. A sikeres tesztrepülés után elkezdődhettek a személyzettel végrehajtott repülések.
Az első személyzettel végrehajtott repülés a Szojuz TM–2 volt, amelyre 1987-ben került sor. A típus  utolsó indítására 2002. április 25-én került sor Szojuz TM–34 jelzéssel. Évente átlagosan 2–3 Szojuz–TM űrhajót gyártottak
A Szojuz TM-t 2002-től a Szojuz TMA váltotta fel. A Szojuz TM-hez kifejlesztett új fedélzeti rendszereket használták a Progressz M teherűrhajóknál is.

## Jellemzői
A Szojuz–TM a Szojuz űrhajók felépítését követte. Három fő része az orbitális kabin, a visszatérő egység, valamint a műszaki-kiszolgáló egység.
Az orbitális kabin legnagyobb átmérője 2,26 m, hossza 2,98 m, tömege 1450 kg. A kabinhoz a Kursz rendszer két antennája csatlakozik.
A visszatérő egység a jelentősen továbbfejlesztett és javított Szojuz 7K–SZ visszatérő kabinján alapul. Három fő elhelyezésére alkalmas, hasznos térfogata 3,5 m³. 164–184 cm közötti magasságú, 94 cm ülőmagasságú és 56–85 kg tömegű személyek elhelyezésére tervezték. A visszatérő egység teljes tömege 2850 kg. Hossza 2,24 m, legnagyobb átmérője  2,17 m. A visszatérő kabin 1355 kg hasznos teher befogadására alkalmas.
A műszaki-kiszolgáló egységet a korábbi változatokhoz képest jelentősen továbbfejlesztették. Az orientációs rendszer és a főhajtómű egységes üzemanyag-ellátó rendszert kapott. A korábbi típusok 500 kg-os hajtóanyag-kapacitásánál jóval több, összesen 880 kg-nyi hajtóanyagot négy, áttervezett, gömb alakú üzemanyagtartály fogadja be. Ezekhez négy kisebb gömb alakú tartály kapcsolódik, melyek a hajtóanyagnak a hajtóművekbe történő továbbítását végző nagynyomású héliumot tárolják. A műszaki-kiszolgáló egységbe épített KTDU–80 pályakorrekciós hajtómű-egységet az OKB–2 tervezőiroda fejlesztette ki. A KTDU–80 egy darab SZ5.80 főhajtóművel van felszerelve, melynek tolóereje 6,19 kN, fajlagos impulzusa 302 s. Üzemanyaga aszimmetrikus dimetil-hidrazin, oxidálóanyaga dinitrogén-tetroaxid. A KTDU–80 a durva manőverekhez 16 db, a finom manőverekhez 8 db orientációs hajtóművel van felszerelve.

## Hordozórakéták
A Szojuz TM űrhajók indításához kezdetben a Szojuz–U2 hordozórakétát használták, melynek harmadik, I fokozatához a kerozinnál magasabb égéshőjű szintint használták üzemanyagként. A drága szintin előállításával azonban az 1990-es évek első felében felhagytak Oroszországban, így a Szojuz TM–22 volt az utolsó Szojuz–U2-vel indított Szojuz TM típusú űrhajó, ezután áttértek a Szojuz–U használatára.